# Kårböle distrikt
För distriktet och stadsdelen i Helsingfors, se Kårböle, Helsingfors
Kårböle distrikt är ett distrikt i Ljusdals kommun och Gävleborgs län. Distriktet ligger omkring Kårböle i nordvästra Hälsingland och är länets (men inte landskapets) befolkningsmässigt minsta distrikt. (Landskapets befolkningsmässigt minsta distrikt är Ängersjö distrikt som tillhör Jämtlands län.)

## Tidigare administrativ tillhörighet
Distriktet inrättades 2016 och utgörs av en del av Färila socken i Ljusdals kommun.
Området motsvarar den omfattning Kårböle församling hade 1999/2000 och fick 1923 efter utbrytning ur Färila församling.

## Tätorter och småorter
I Kårböle distrikt finns en småort men inga tätorter. 

### Småorter
- Kårböle